# Bloc Maquenne

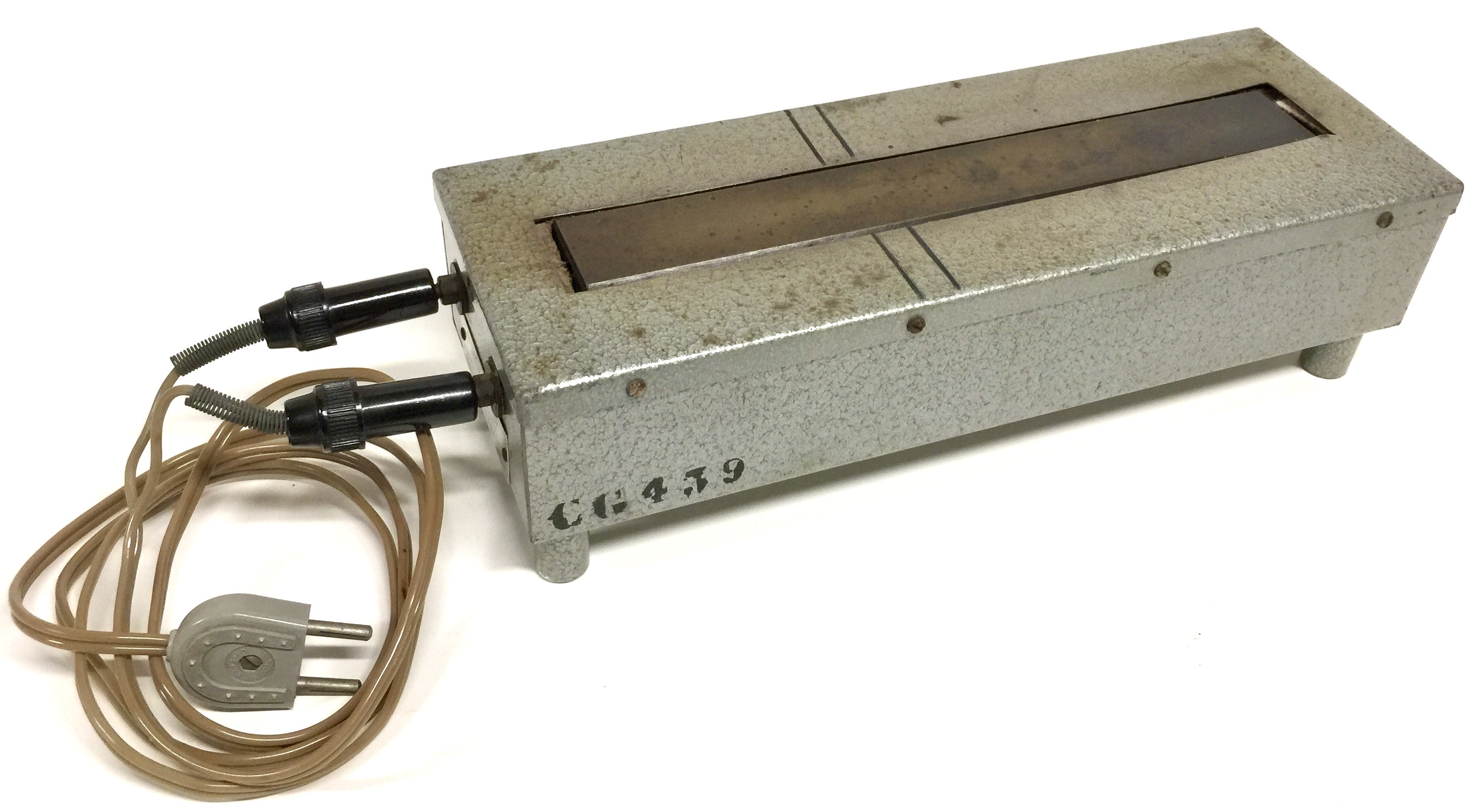
Bloc Maquenne, marque Prolabo. Période ~1950-1970. (Collection de l'Université de Pau et des Pays de l'Adour. Détail de cet objet.)

Un bloc Maquenne est un instrument de mesure permettant d'estimer la température de fusion d'un composé chimique à l'aide d'une plaque chauffante, mis au point par Léon Maquenne (en).
Contrairement au banc Kofler, cet appareil ne procure à un instant donné qu'une seule température à sa surface. Dès lors, la mesure de la fusion est très lente et peu précise. Dans ces conditions, cet appareil est essentiellement utilisé dans l'enseignement à titre pédagogique et non en milieu professionnel.

## Description
Le bloc Maquenne se compose d'une plaque chauffante couplée à un thermostat.

## Utilisation

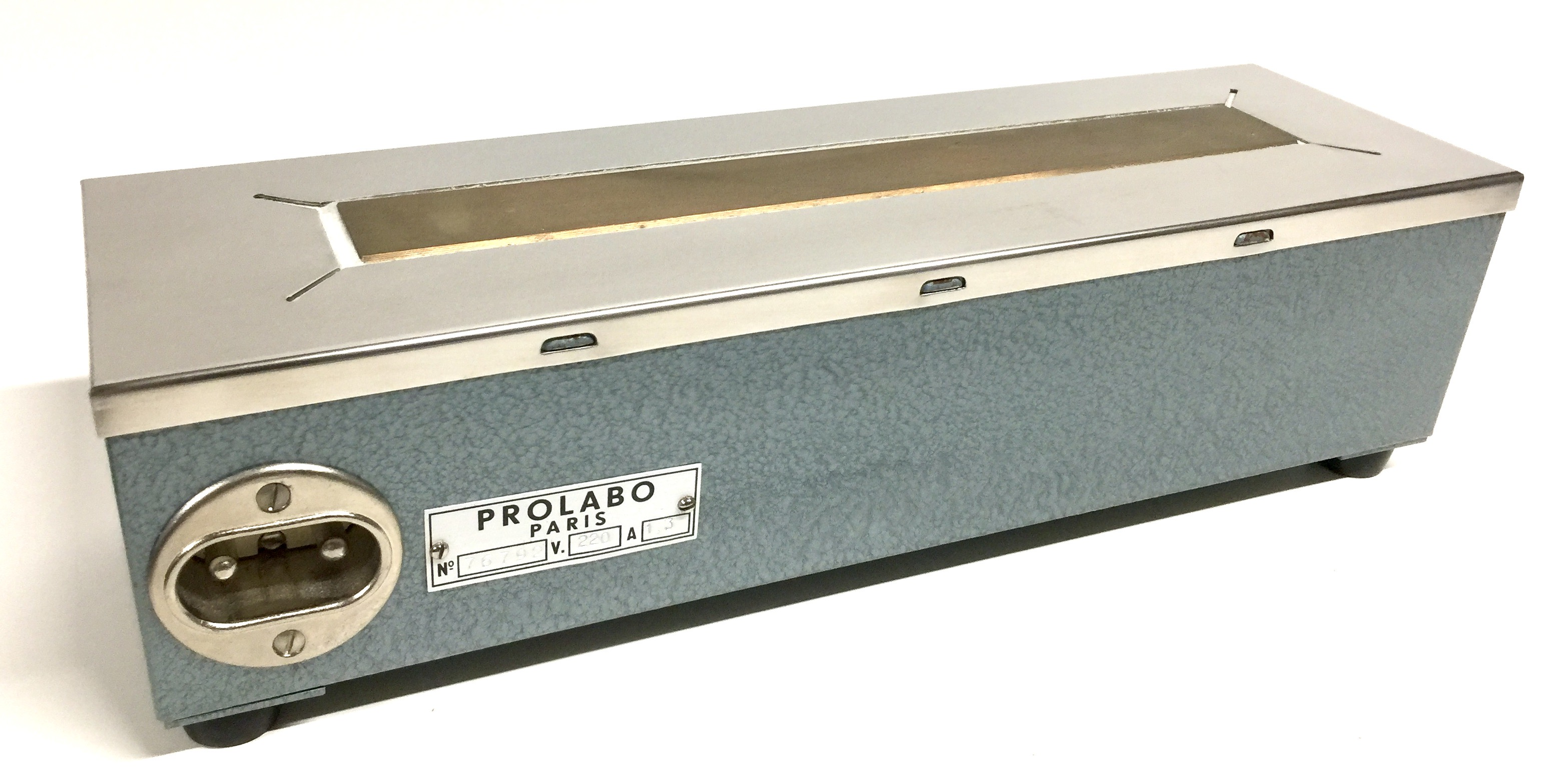
Bloc Maquenne, marque Prolabo, modèle 2381. Période ~1950-1970. (Collection de l'Université de Pau et des Pays de l'Adour. Détail de cet objet.)

L'estimation de la température de fusion d'un composé se fait par comparaison avec plusieurs composés déposés en même temps sur la plaque et dont les températures de fusion sont connues. On augmente progressivement la température de la plaque et on observe le comportement des différents composés.